# 전장열
전장열(全長烈, 1952년 8월 18일 ~ )은 대한민국의 기업인이자 사회기관단체인이며 현재 금강공업 대표이사 회장, 고려산업 대표이사 회장이다. 경상남도 부산시(현: 부산광역시) 출신이다.

## 학력
- 경신고등학교
- 서던캘리포니아 대학교 경영학 학사
- 부산대학교 경영대학원 수료

## 주요 경력
- 1982년: 한국주철관공업 이사
- 1982년: 금강공업 대표이사 사장
- 1997년: 금강공업 대표이사 부회장
- 2000년: 금강공업 대표이사 회장
- 2004년: 금샘문화재단 이사장
- 2005년: 고려산업 대표이사 회장

## 수상 경력
- 2023년: 대한민국 도시혁신산업박람회 도시혁신대상 국토부장관상(건설·시행 부문)[1]